# Mesoleptus requirens
Mesoleptus requirens är en stekelart som först beskrevs av Forster 1876.  Mesoleptus requirens ingår i släktet Mesoleptus och familjen brokparasitsteklar. Inga underarter finns listade i Catalogue of Life.